# Grindelwald (Schweiz)
 For alternative betydninger, se Grindelwald. (Se også artikler, som begynder med Grindelwald)
Grindelwald (oprindeligt: Grindelwalt (1146)) er en kommune i Interlaken-Oberhasli, Schweiz, beliggende i landets næststørste kanton, Bern.

## Landsbyer
Kommunens størst by hedder også Grindelwald og ligger 1.050 meter over havets overflade. I kommunen ligger også landsbyerne Alpiglen, Burglauenen, Grund, Itramen, Mühlebach, Schwendi, Tschingelberg og Wargistal.

## Geografi
Kommunen har et overfladeareal pålydende 171,28 km2. og er omringet af de bernske alper: Faulhorn, Schwarzhorn, Wellhorn, Wetterhorn, Schreckhorn, Lauteraarhorn, Agassizhorn, Fiescherhorn, Mönch, Eiger, Lauberhorn og Männlichen.
Det bjergede terræn gør sig særligt egnet til skisport, og Grindelwald har omtrent 214 km skipister. Den uberørte natur er i øvrigt hjemsted for 370 km vandrestier og 160 km mountainbikebaner.

## Demografi
Der bor 4.113 indbyggere i Grindelwald.

## Økonomi
Grindelwald oplever en lav arbejdsløshed.[kilde mangler]
Turisme udgør en større del af kommunens økonomi - særligt i form af skiresort og vandrende. I 2019 havde man 1.344.927 overnatninger på logisteder i kommunen.